# Федорівка (Старосалтівська селищна громада)
Фе́дорівка — село в Україні, у Старосалтівській селищній територіальній громаді Чугуївського району Харківської області. Населення становить 83 особи.

## Географія
Село Федорівка знаходиться на правому березі річки Велика Бабка, за 2 км від село Українка, нижче за течією за 2 км розташоване село Піщане, а також кілька масивів садівничих товариств. Федорівку перетинає автомобільна дорогаТ 2104.

## Історія
12 червня 2020 року, відповідно до розпорядження Кабінету Міністрів України № 725-р «Про визначення адміністративних центрів та затвердження територій територіальних громад Харківської області», село увійшло до складу  Старосалтівської селищної громади.
19 липня 2020 року в результаті адміністративно-територіальної реформи та ліквідації Вовчанського району увійшло до Чугуївського району..
30 листопада 2023 року начальник Старосалтівської селищної військової адміністрації Антон Палєй підписав розпорядження про перейменування вулиці Панфилівська на вулицю Федорівська.

## Відомі постаті
- Билина Микола Кузьмич — український радянський військовий діяч
- Вязигін Андрій Сергійович – громадський діяч Харківщини, російський націоналіст, історик.

## Галерея

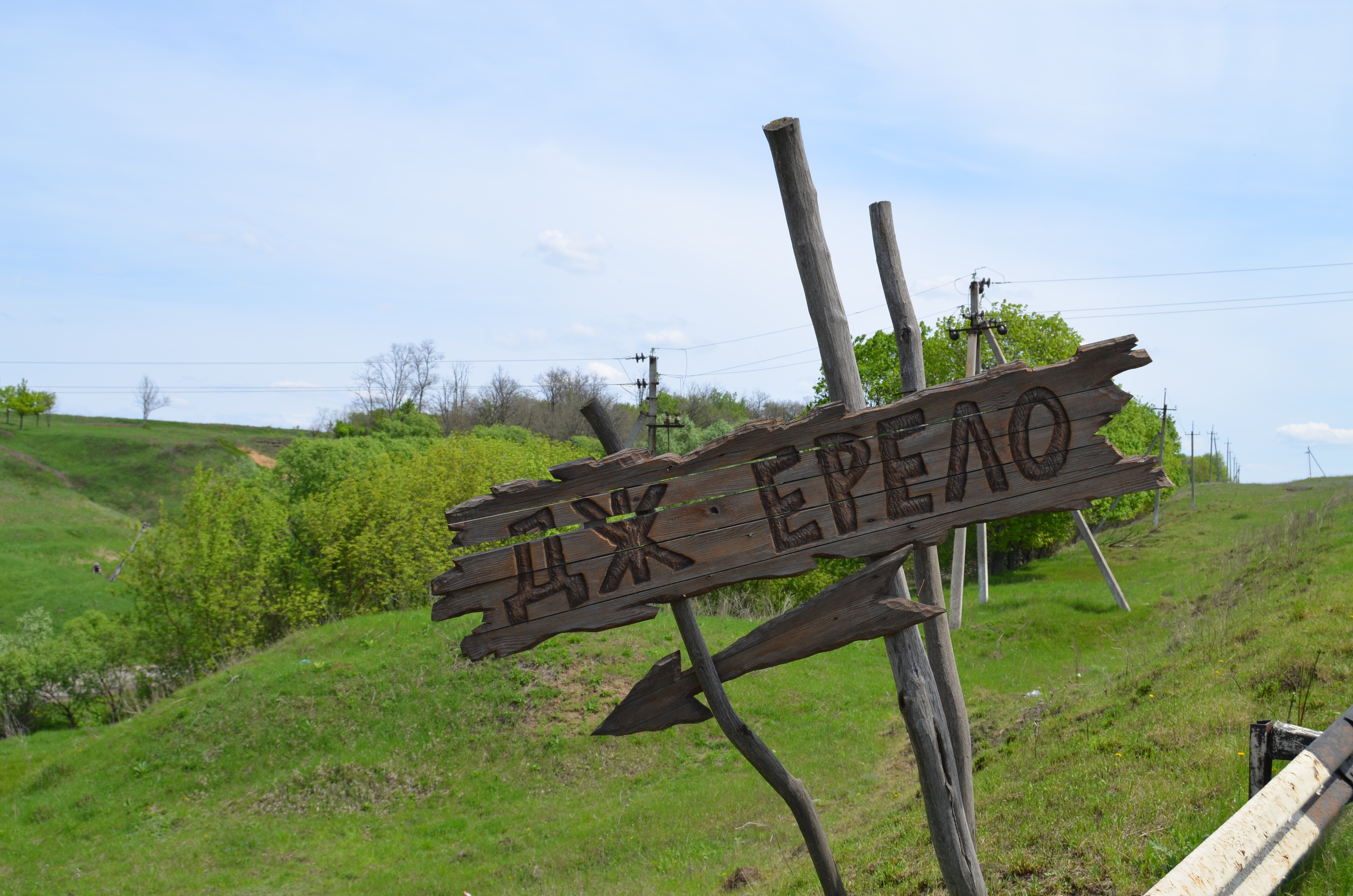
Джерело
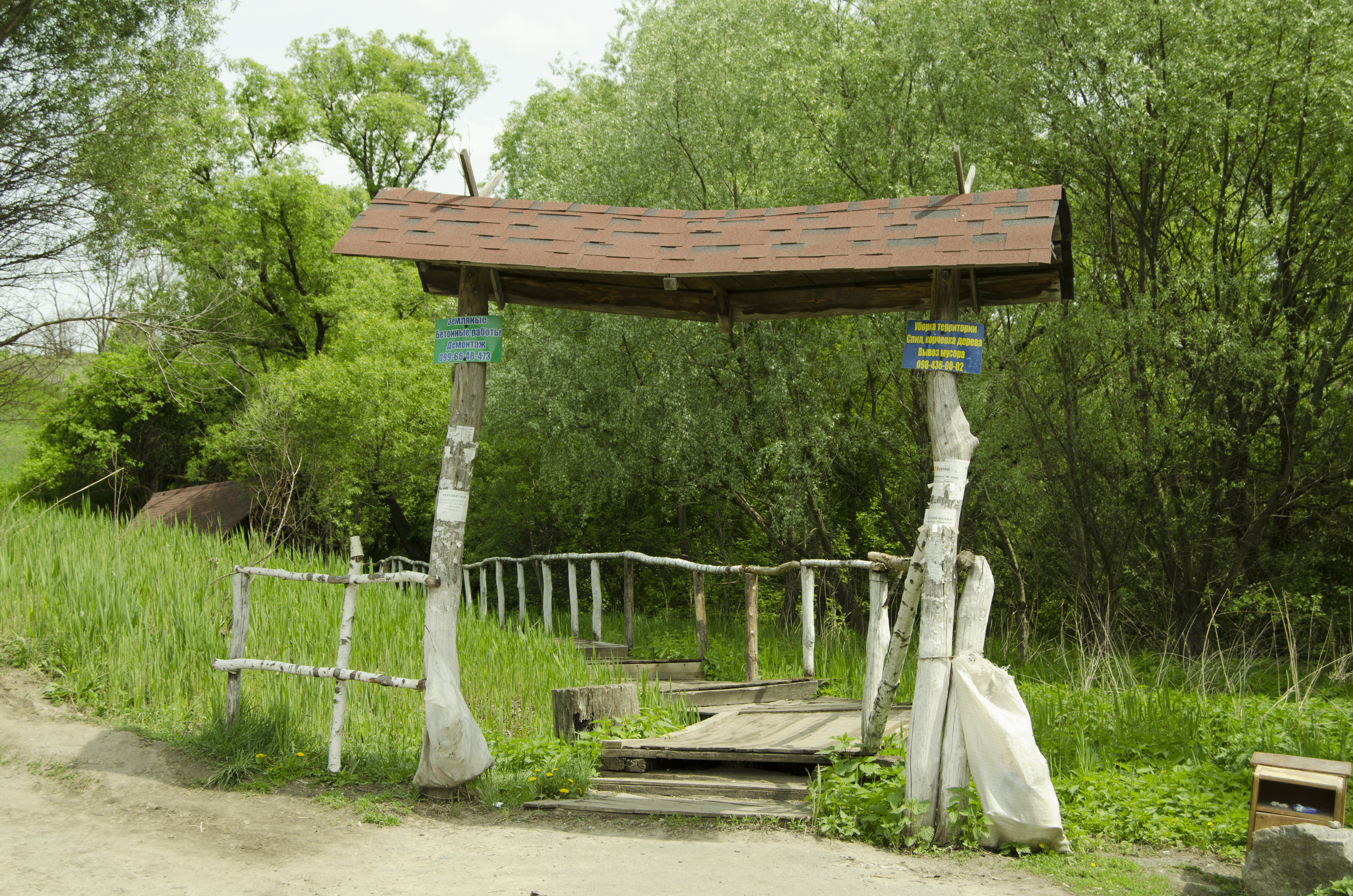
Джерело
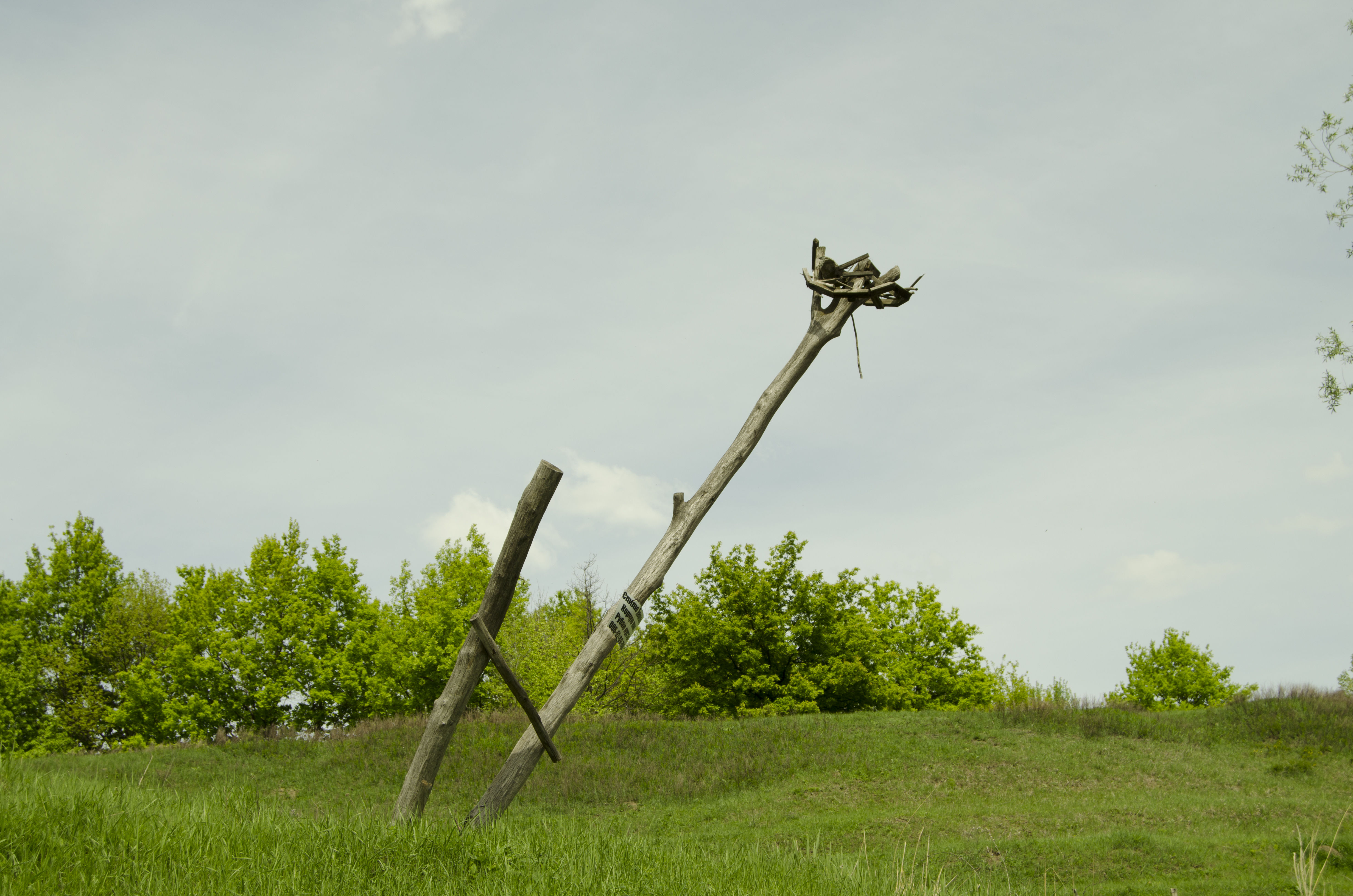
Джерело
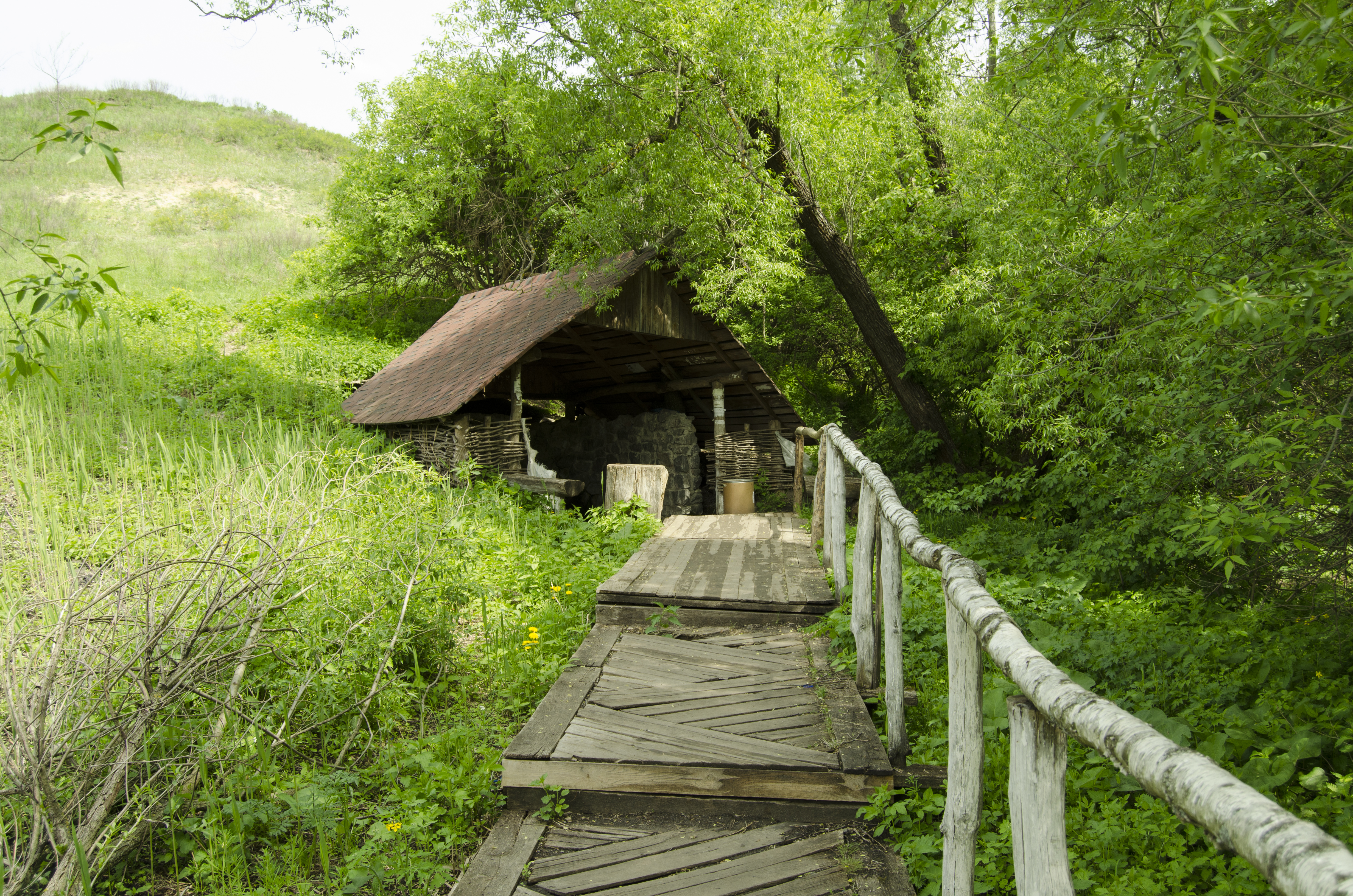
Джерело
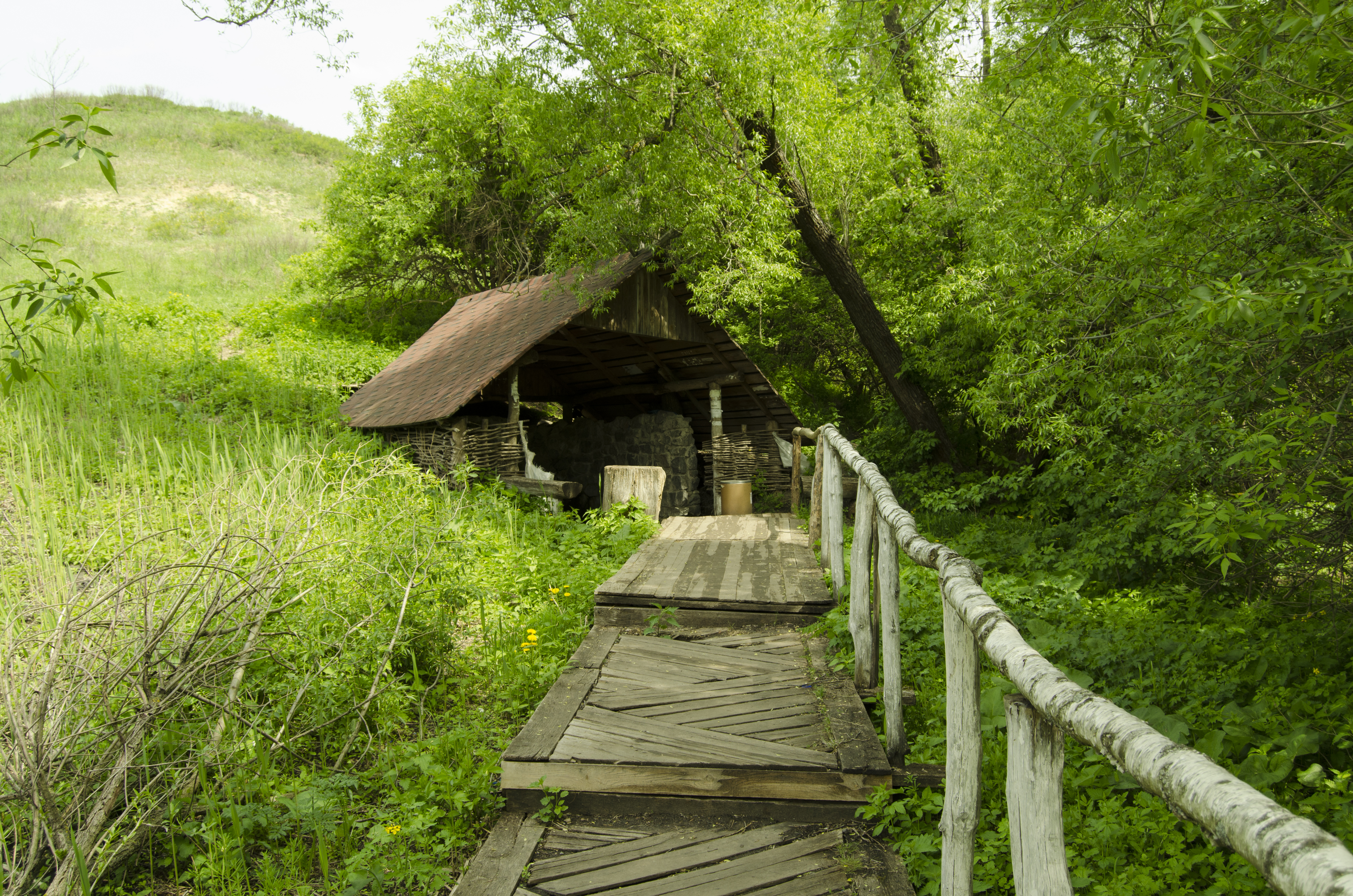
Джерело
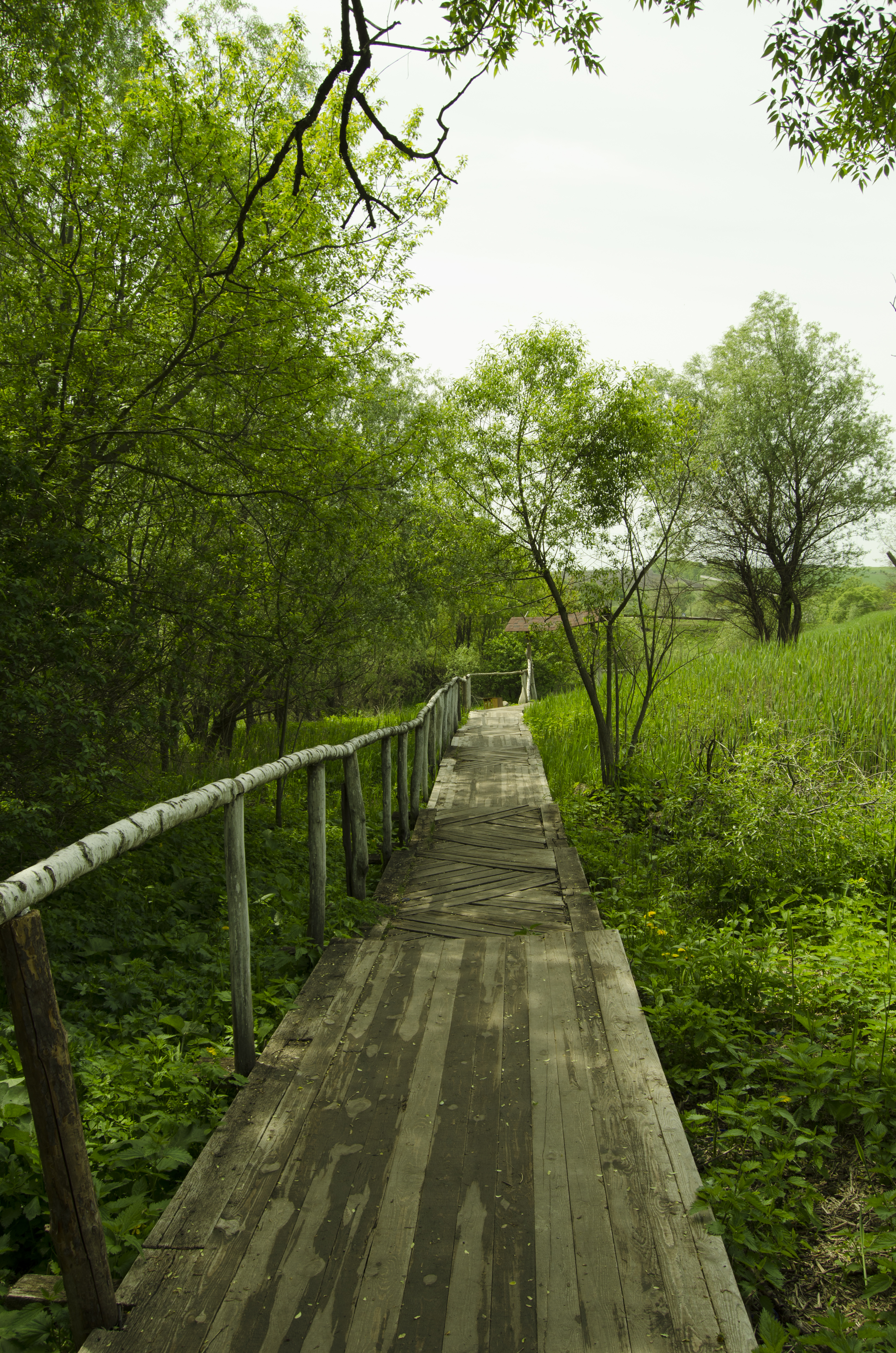
Джерело
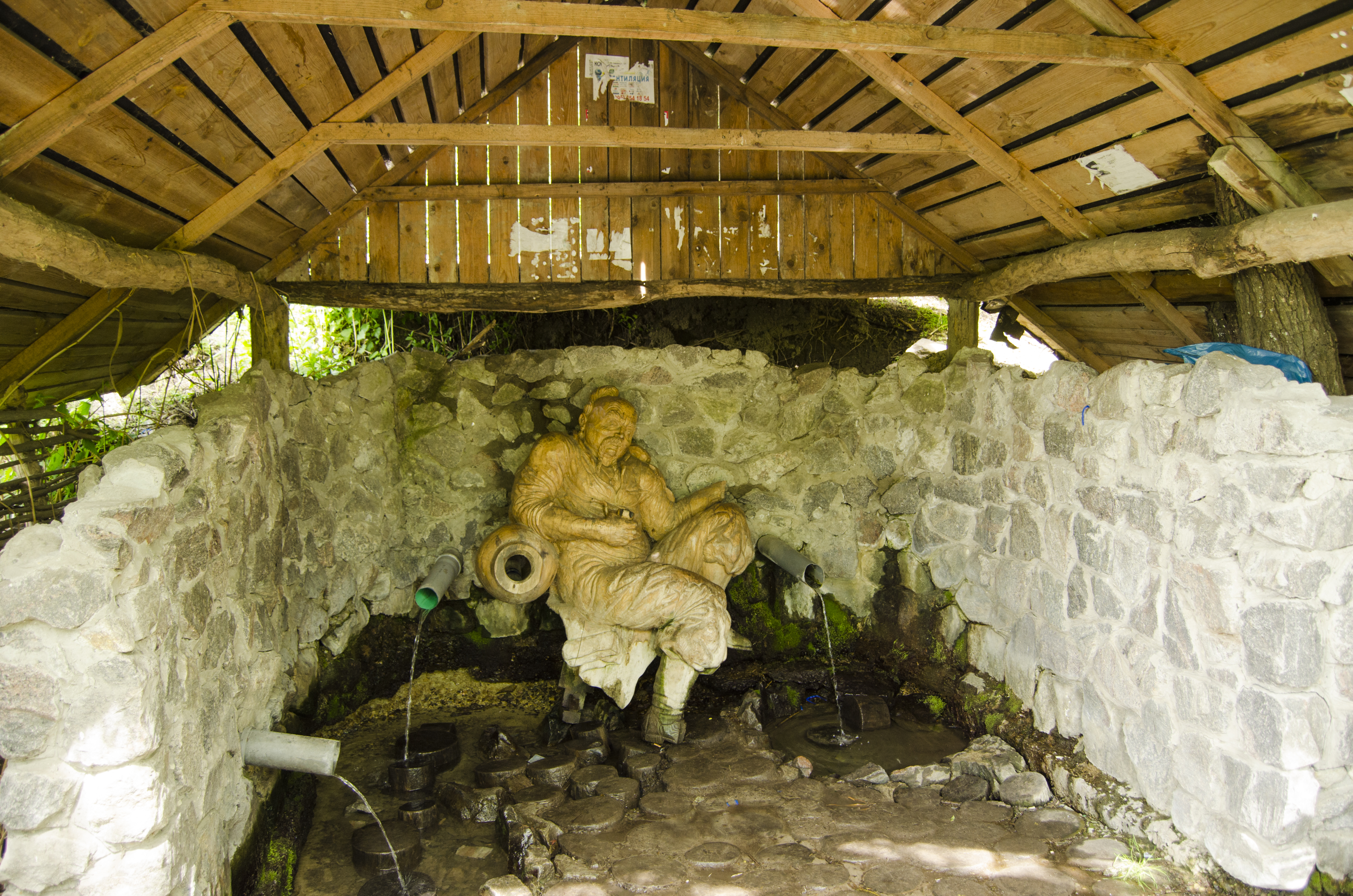
Джерело
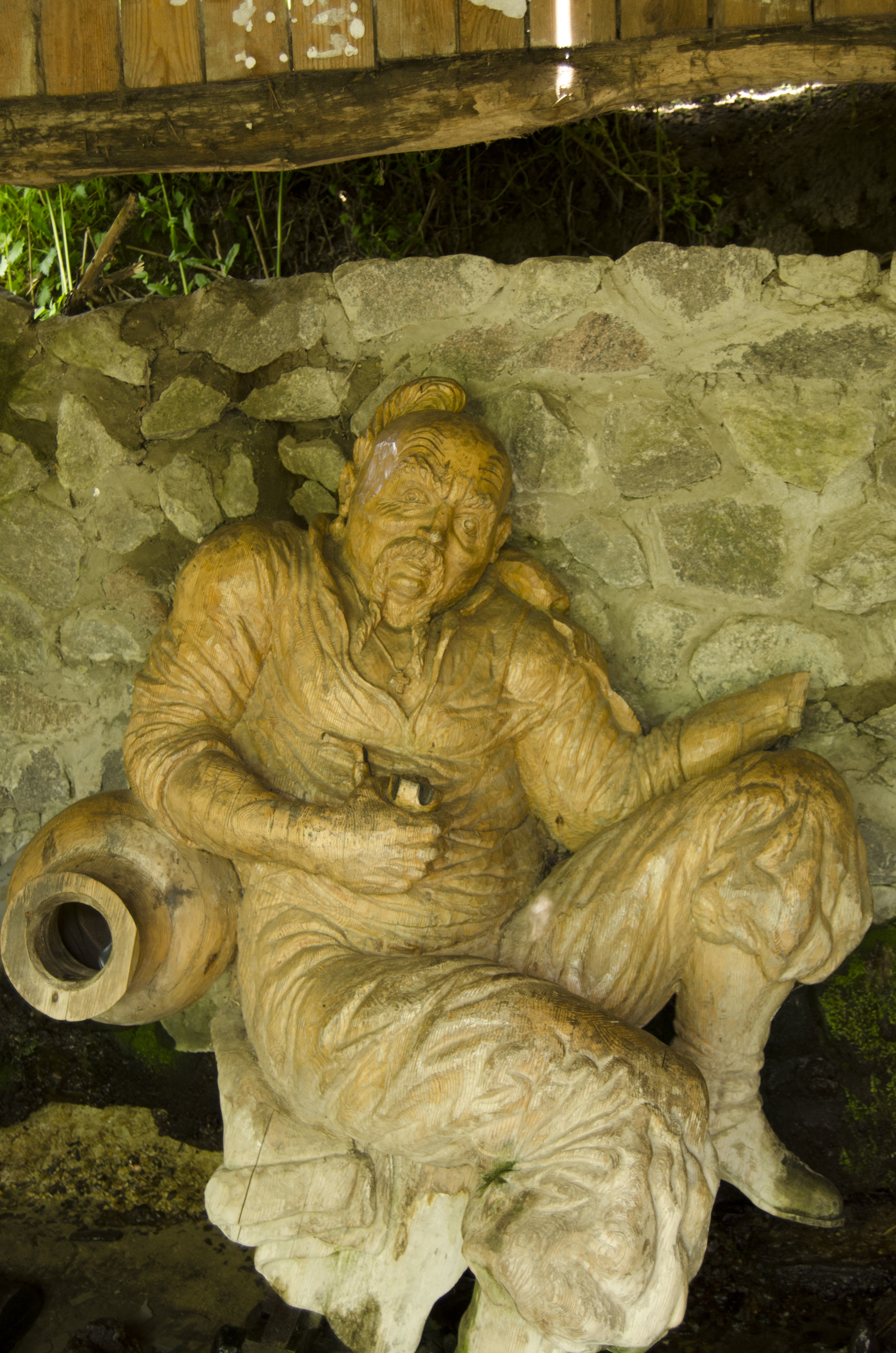
Джерело
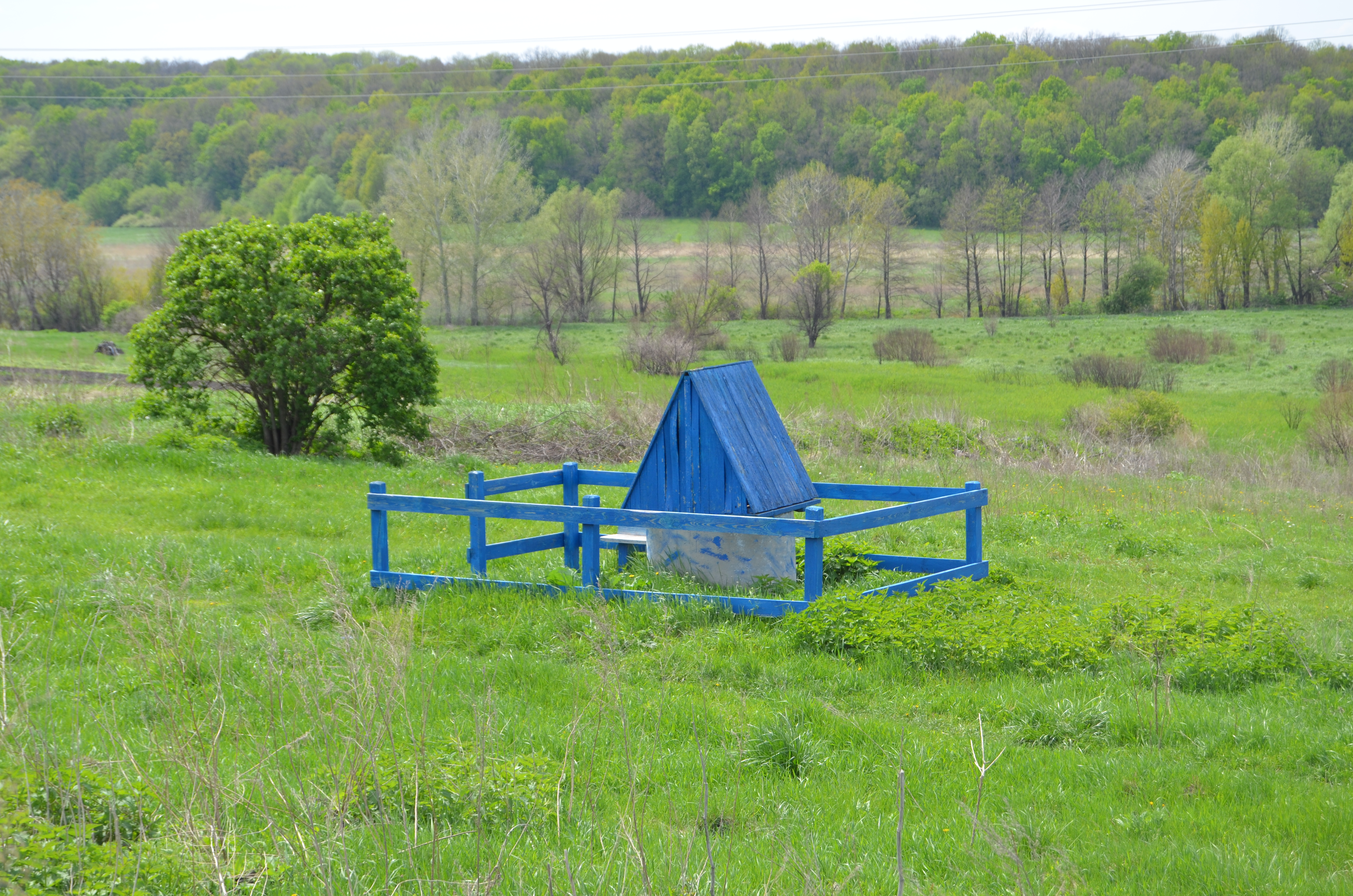
Типові забудівлі
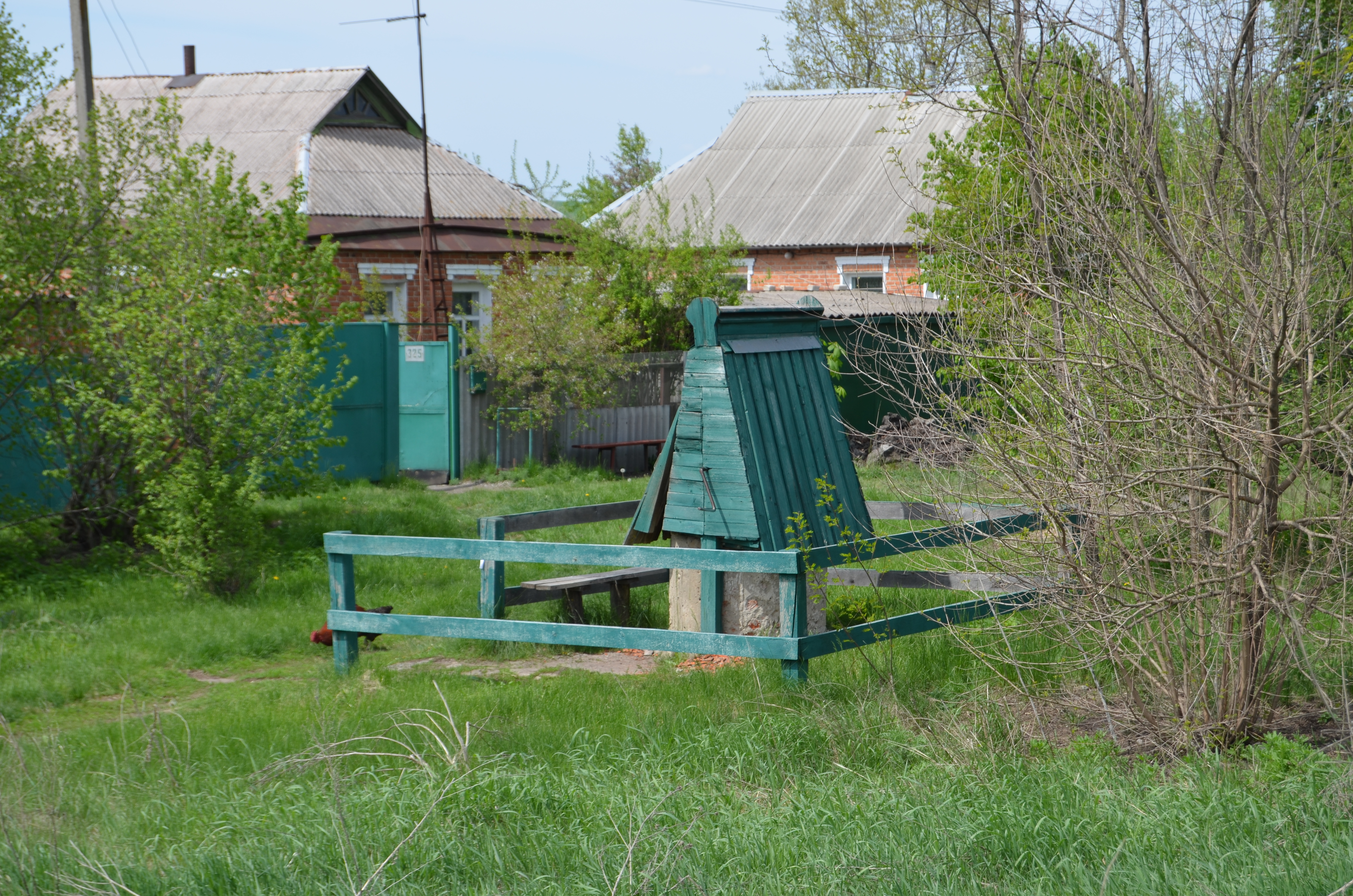
Типові забудівлі
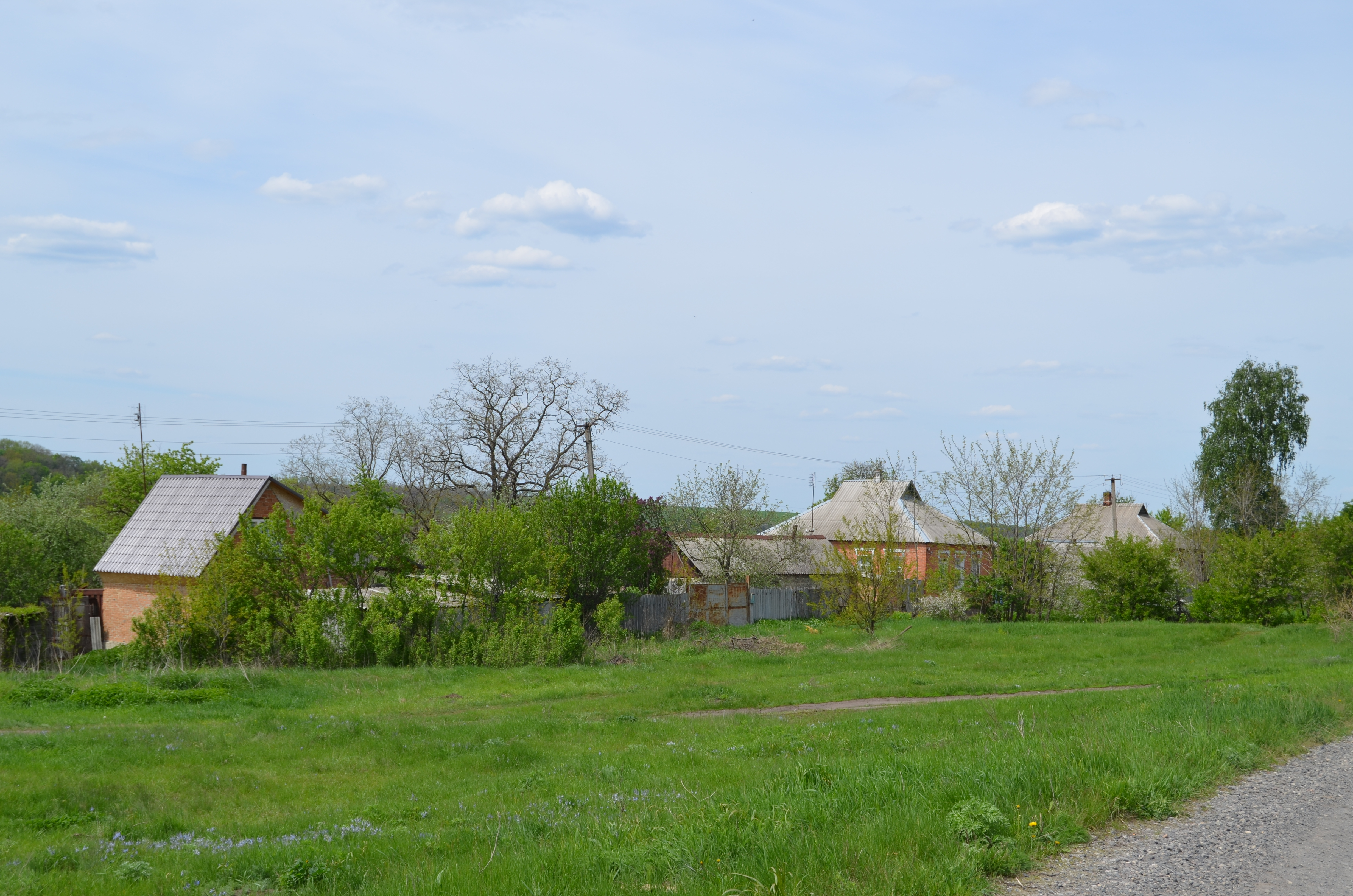
Типові забудівлі
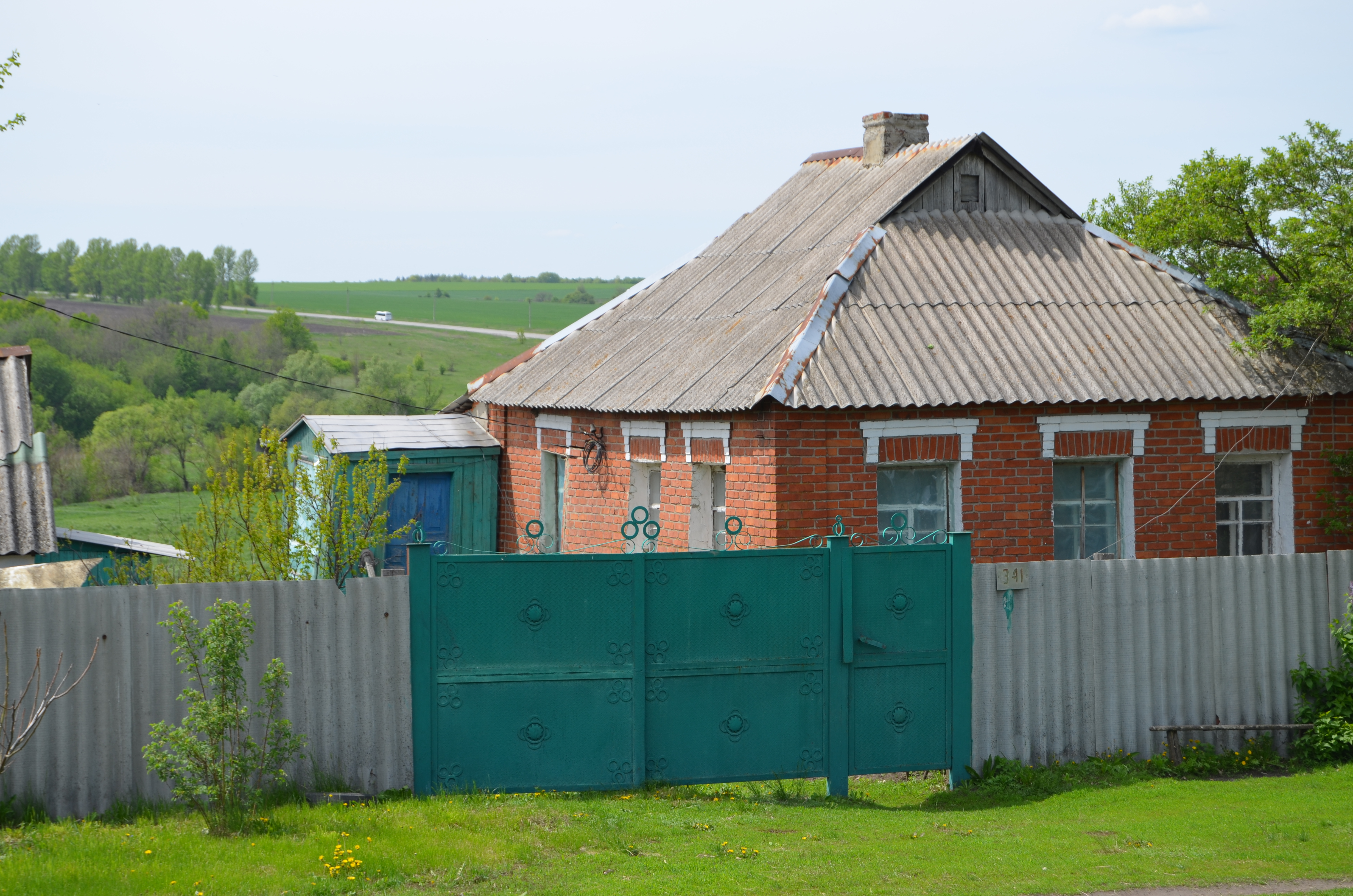
Типові забудівлі
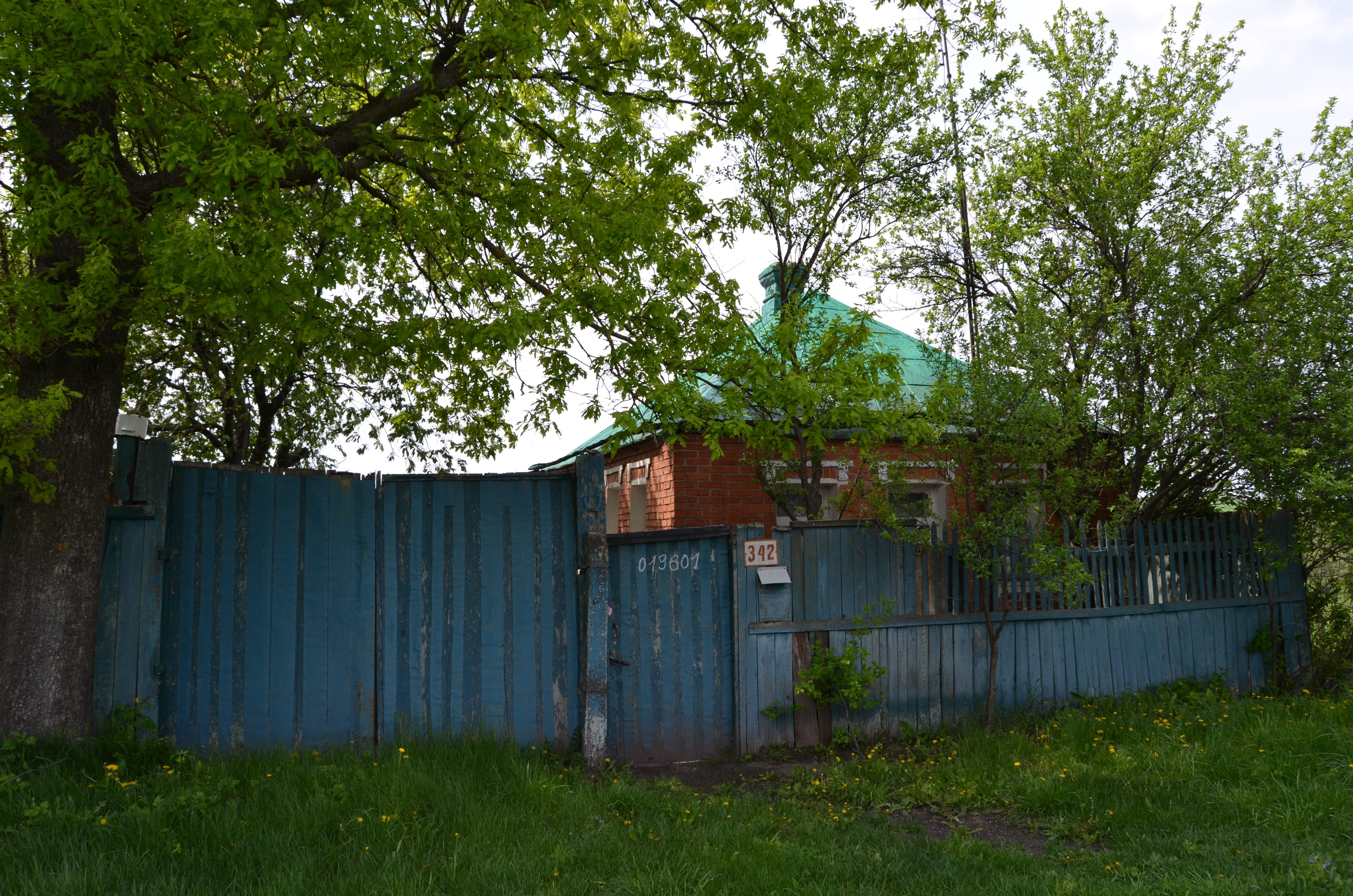
Типові забудівлі
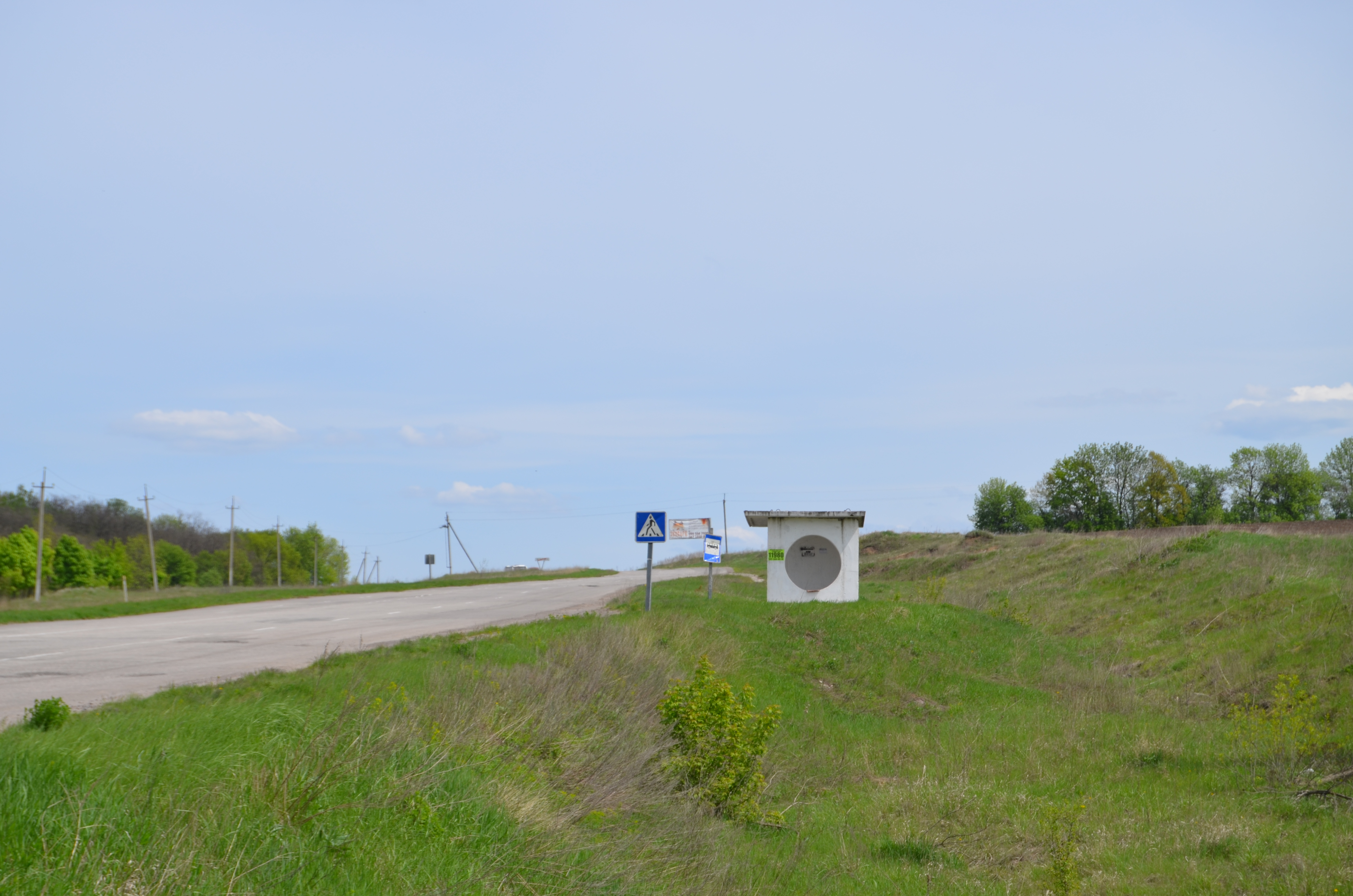
Автобусна зупинка
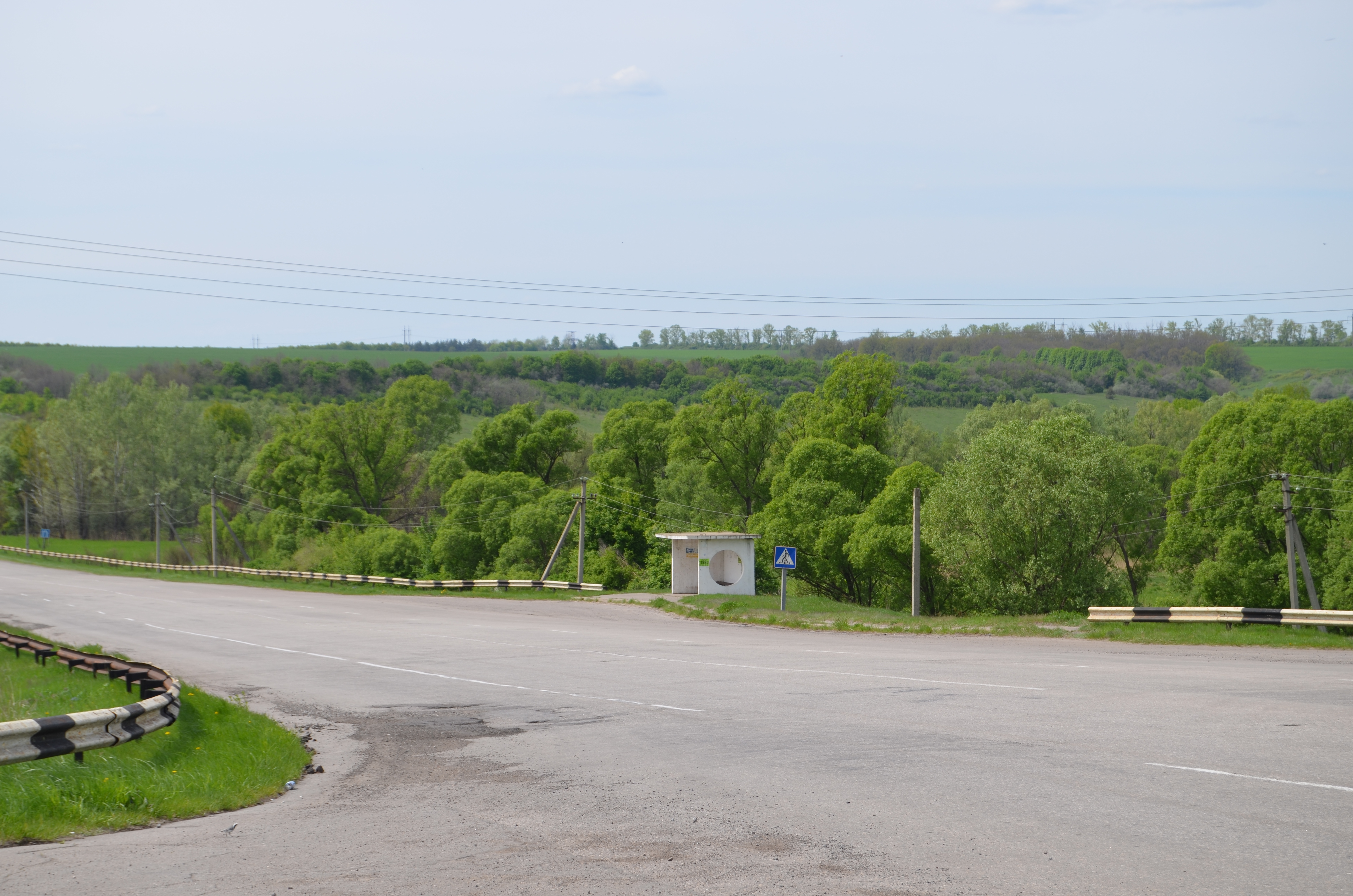
Автобусна зупинка
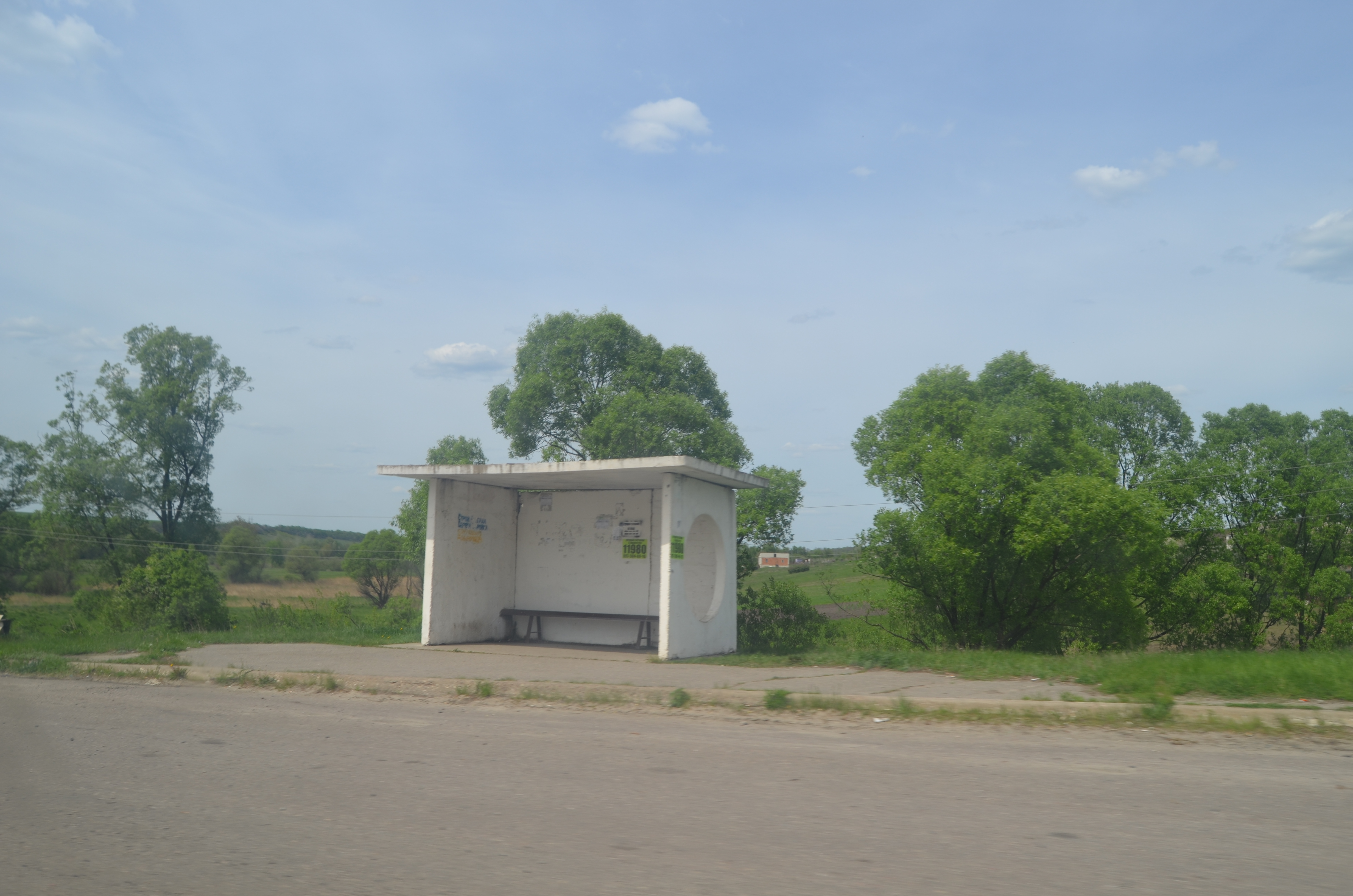
Автобусна зупинка
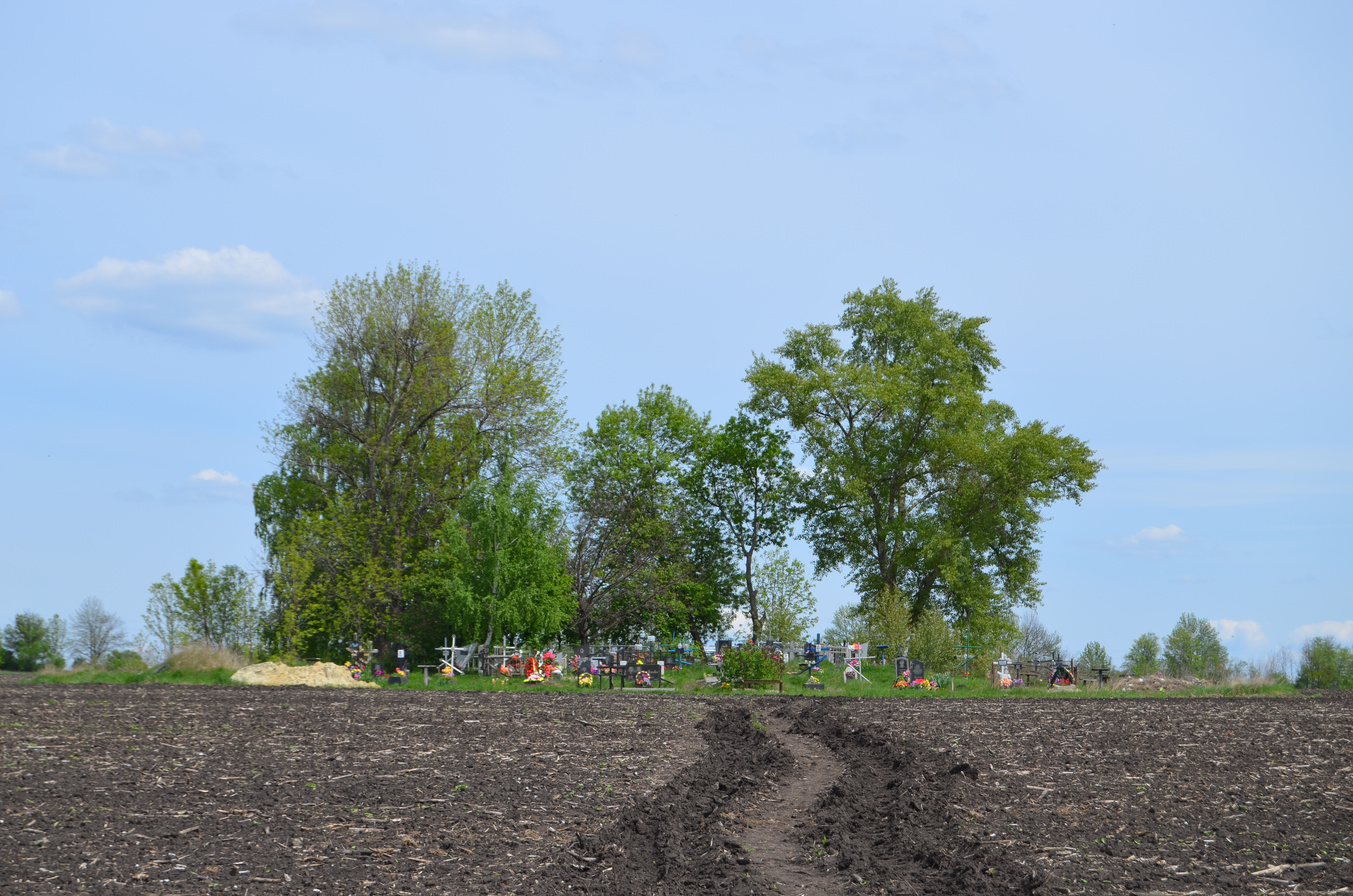
Цвинтар
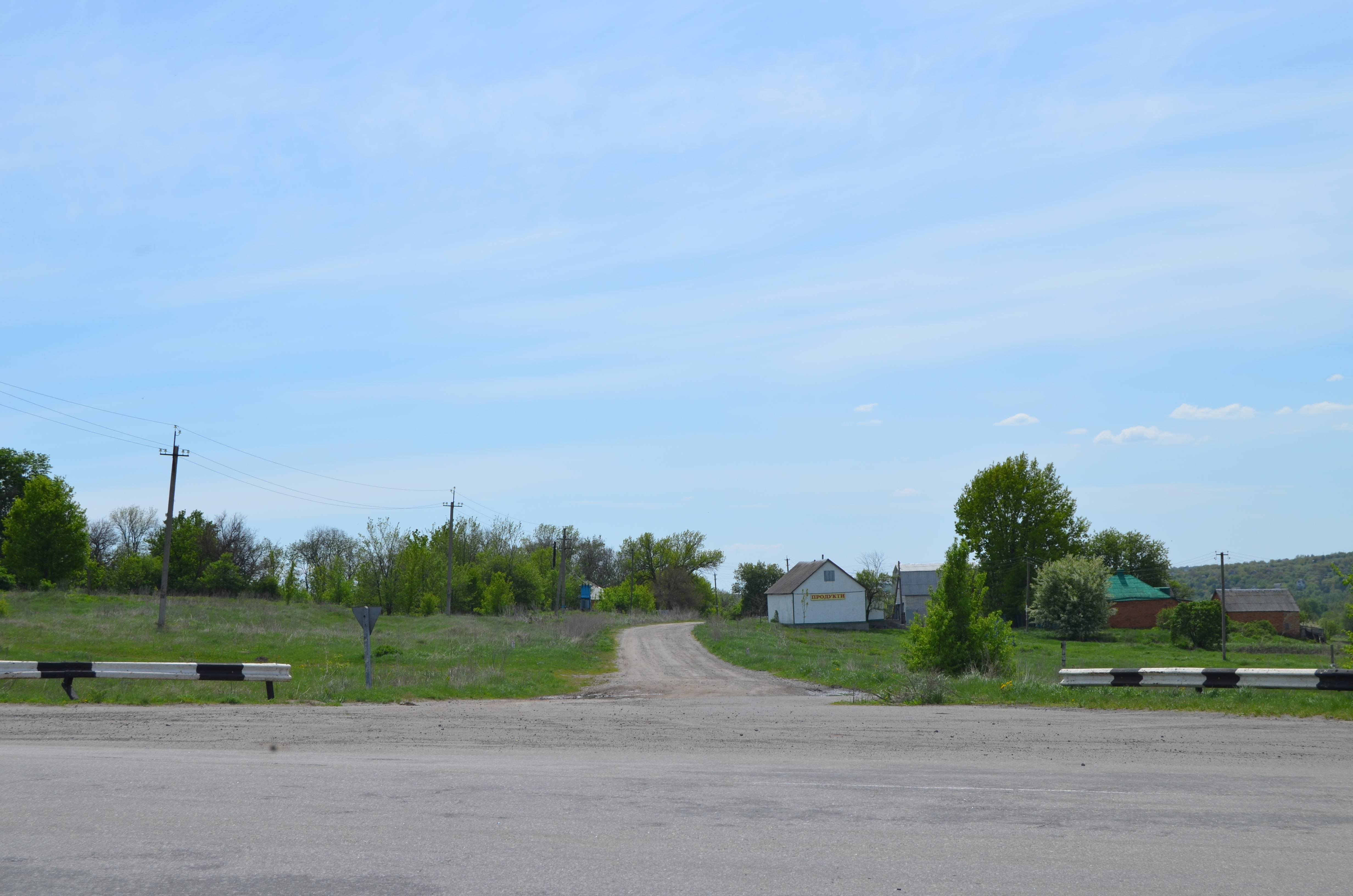
Краєвиди
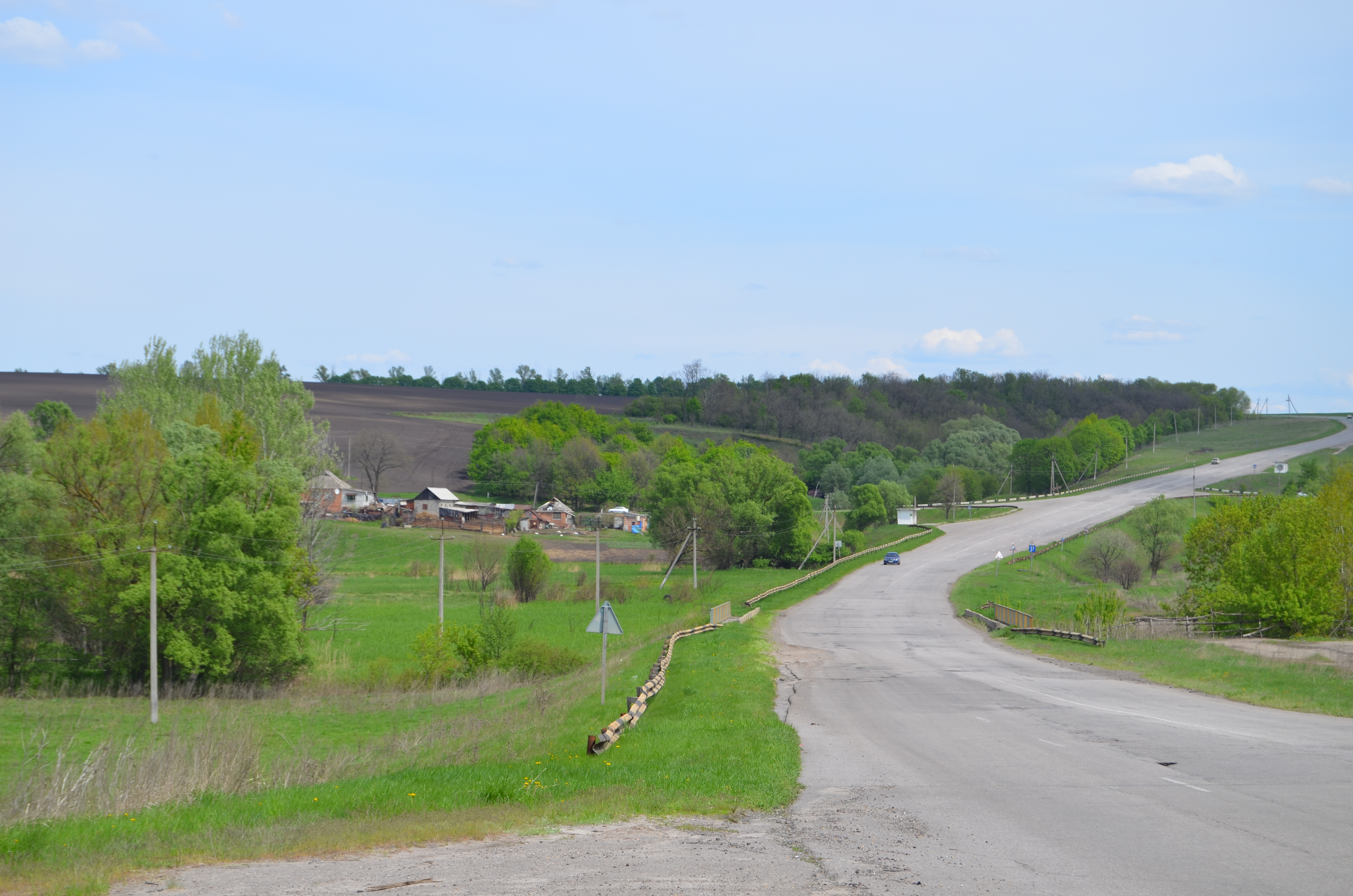
Краєвиди
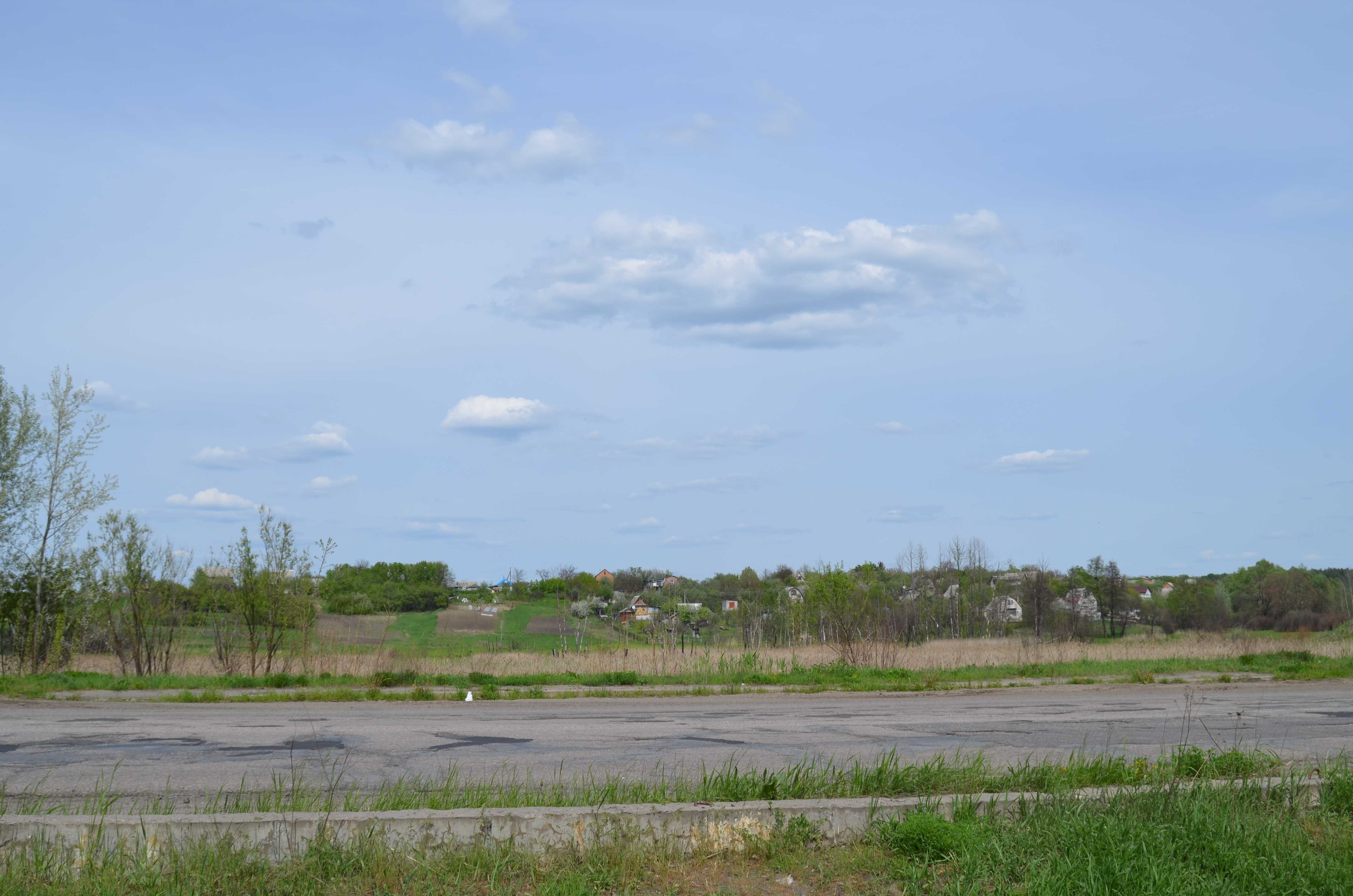
Краєвиди
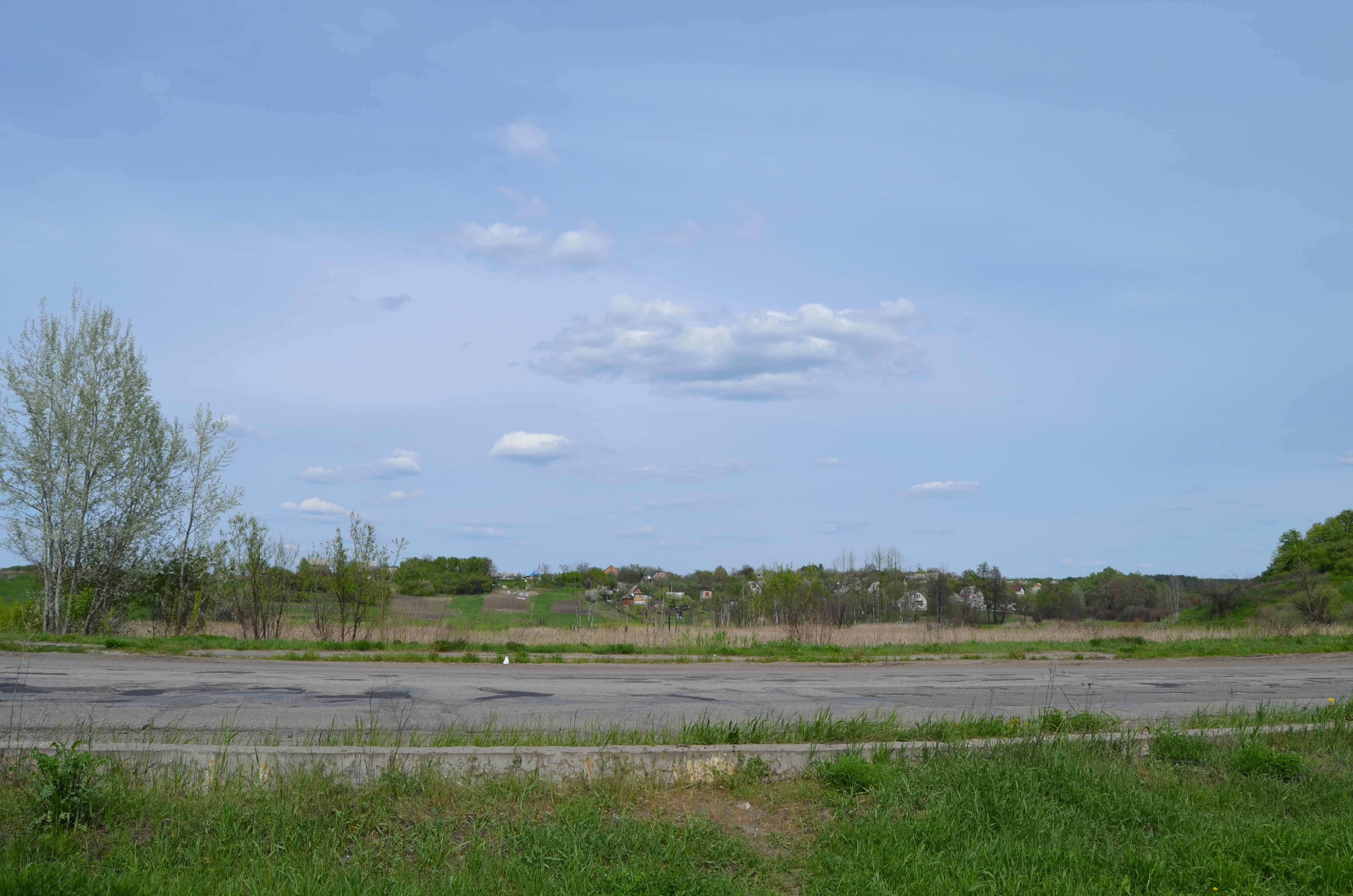
Краєвиди
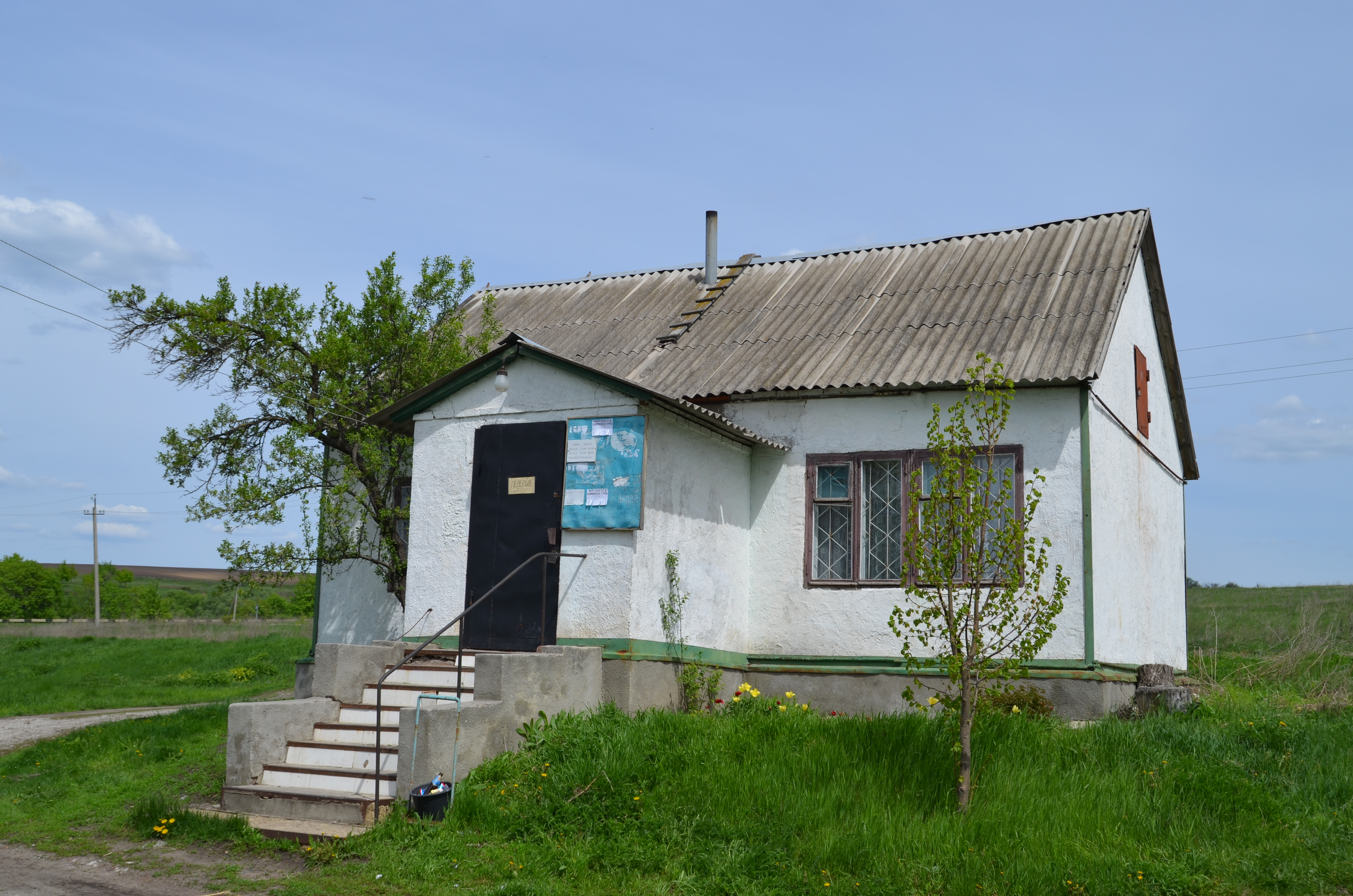
Магазин
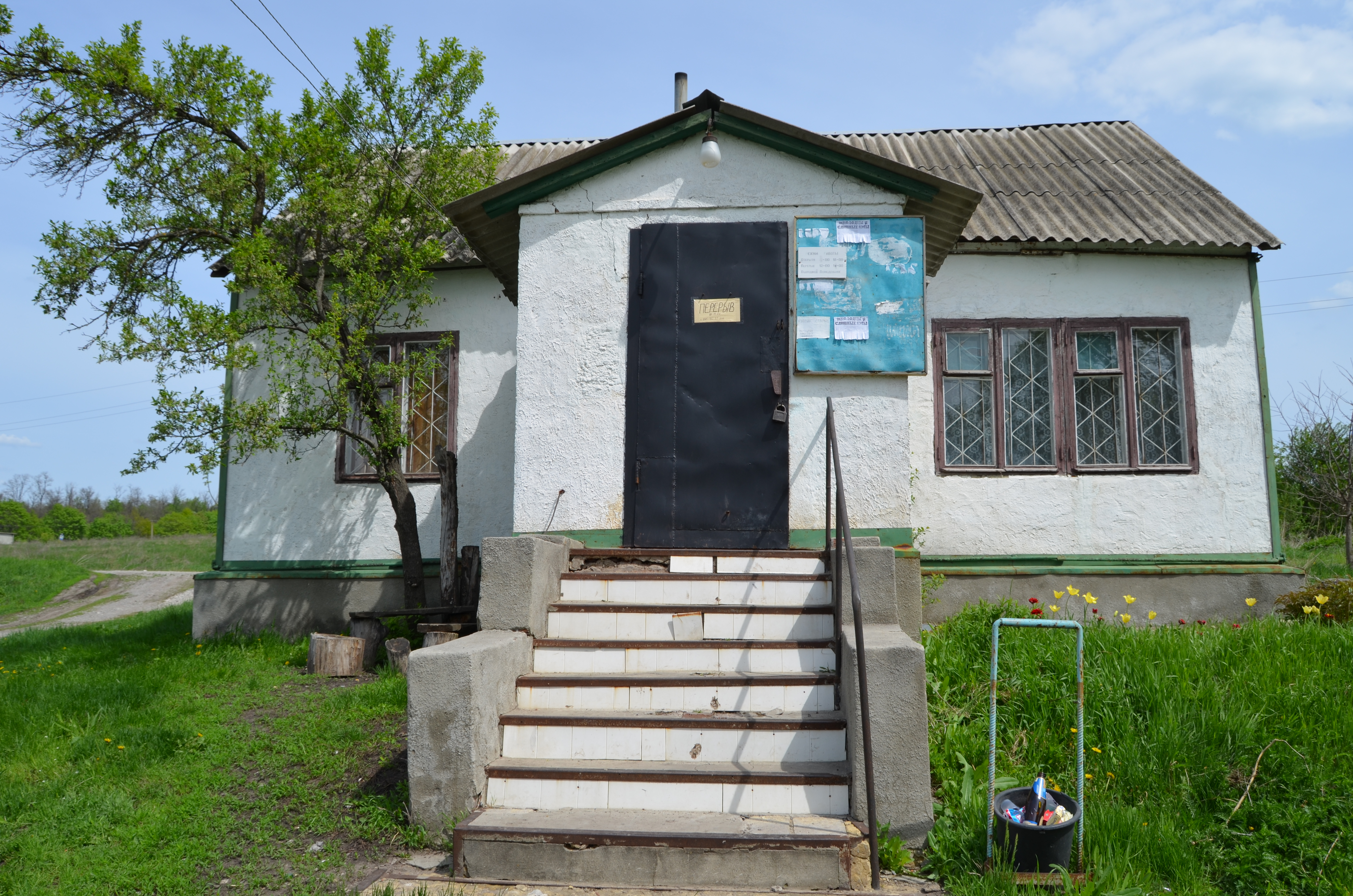
Магазин